# Trent-Mersey-kanalen

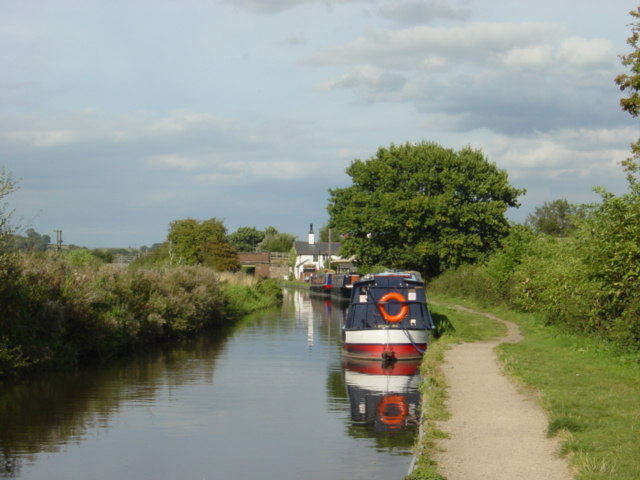
Trent-Mersey-kanalen

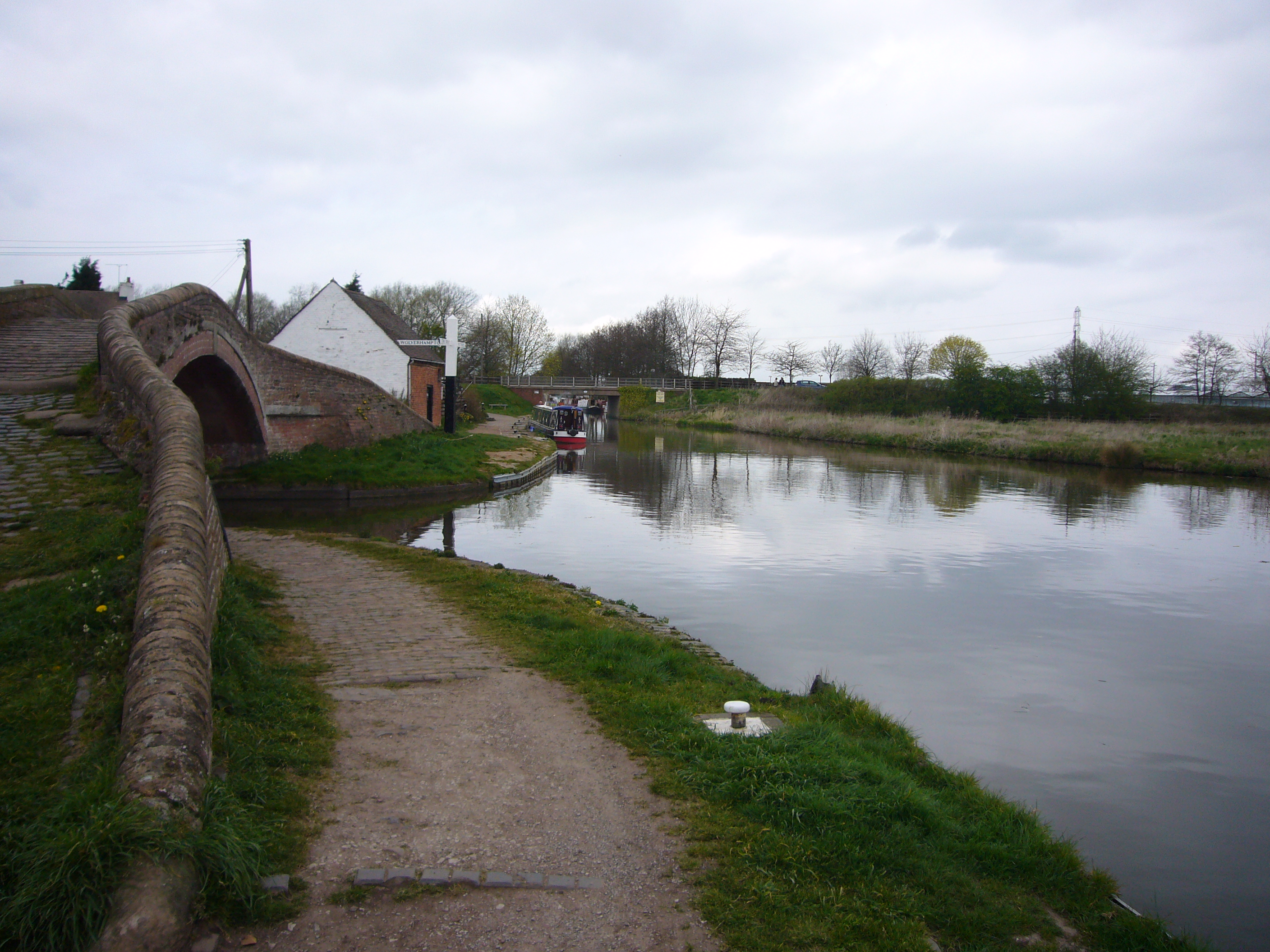
Great Haywood Junction

Trent-Mersey-kanalen (engelska: The Trent and Mersey Canal, förkortat T&M) är en 150 kilometer lång kanal i Östra- och Västra Midlands och nordvästra England. Det är mestadels en "smalnad" kanal. Som namnet antyder byggdes Trent och Mersey-kanalen (öppnad 1777) för att länka samman floden Trent (Derbyshire) med floden Mersey. Kanalen passerar genom staden Stoke-on-Trent.